# 白颈鹳
白颈鹳（学名：Ciconia episcopus）属鹳形目鹳科鹳属，广泛分布于亚洲和非洲大部分地区。2011年，中国鸟类学家在云南省纳帕海自然保护区也发现了白颈鹳物种。

## 外形特征
绝大多数白颈鹳的高度在75-92厘米之间。头顶具乌黑发亮的帽冠，前额有羽毛覆盖，有时有黑白条纹。上体深绿色，胸部、腹部具紫色羽团。腿部细长，呈红色。喙为黑色，粗壮厚重，喙尖泛紫。雌雄外观相仿，但雄性体型相对较大。

## 分布
白颈鹳广泛分布于热带地区，在亚洲从印度到印尼都能看到它的身影。它还广泛分布在撒哈拉以南的非洲。其栖息环境包括淡水湿地、季节性水库、沼泽、农田、灌溉渠和河流。
在中国的纳帕海湿地（海拔3,790米），以及尼泊尔的安纳布尔纳自然保护区（海拔3,540米）也发现了该物种的个体。

## 生活习性
白颈鹳通常栖息在有树的湿地，在粗大的树枝上筑巢，一次通常产2～5枚卵，能产5枚已经算非常罕见了。印度的白颈鹳还将巢筑在蜂窝站，甚至是河滨悬崖上。
白颈鹳喜好在地面上缓慢行走，专注在地面觅食。它主要以两栖动物、爬行动物和小昆虫为食。

## 分类学
白颈鹳的种名（episcopus）意为中世纪基督教会的神职人员，指代早期神职人员穿戴的黑白法衣。
白颈鹳的分类尚有争议。有学者认为它是亚种，另有人认为它应该从亚种提升为种。

## 图集

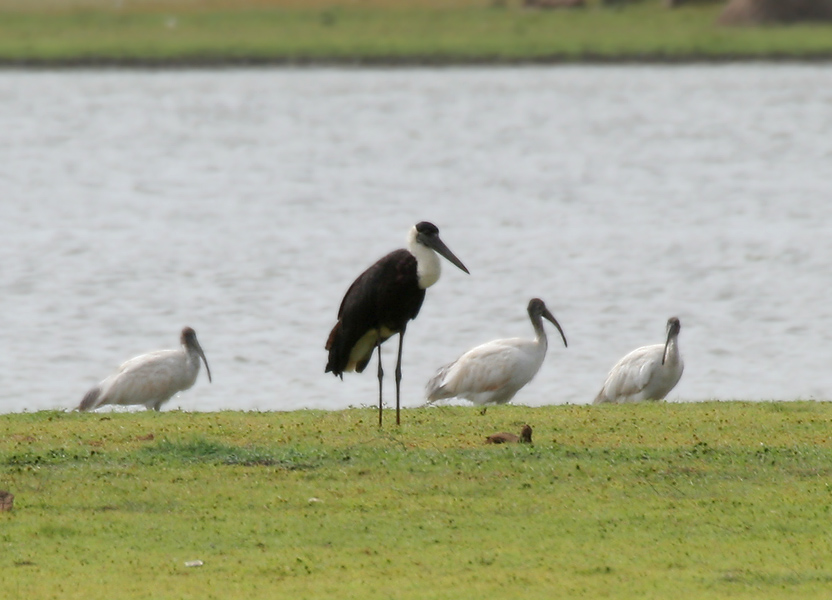
位于印度特伦甘纳邦，与黑頭白鹮和白头鹮鹳一起
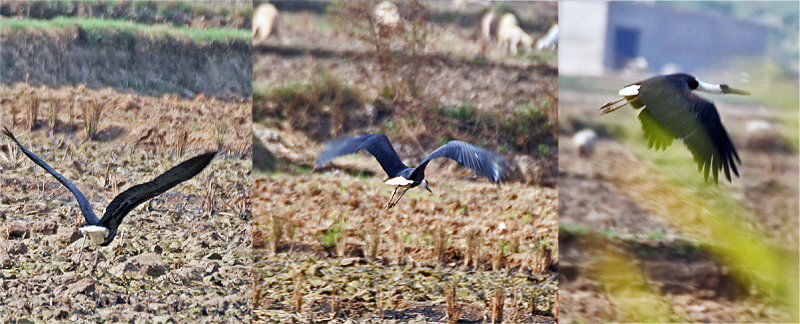
位于印度哈里亚纳邦的法里達巴德
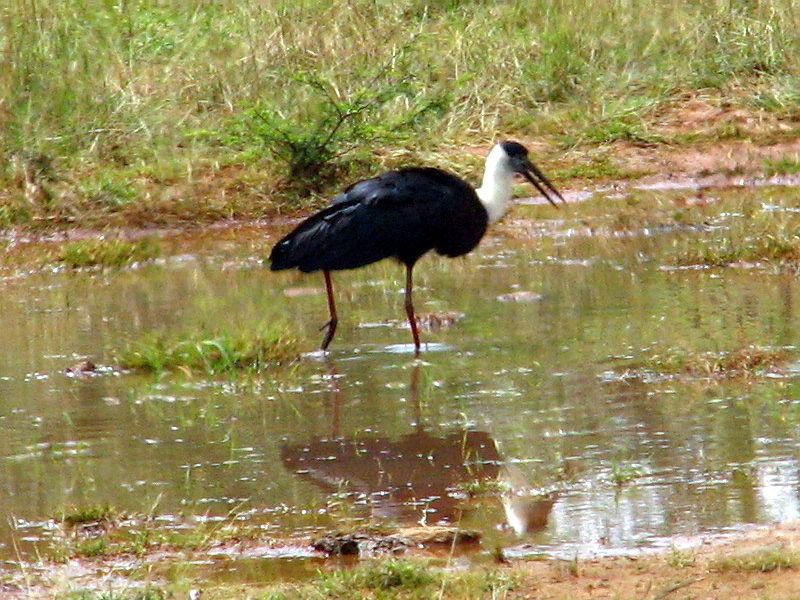
斯里兰卡南部
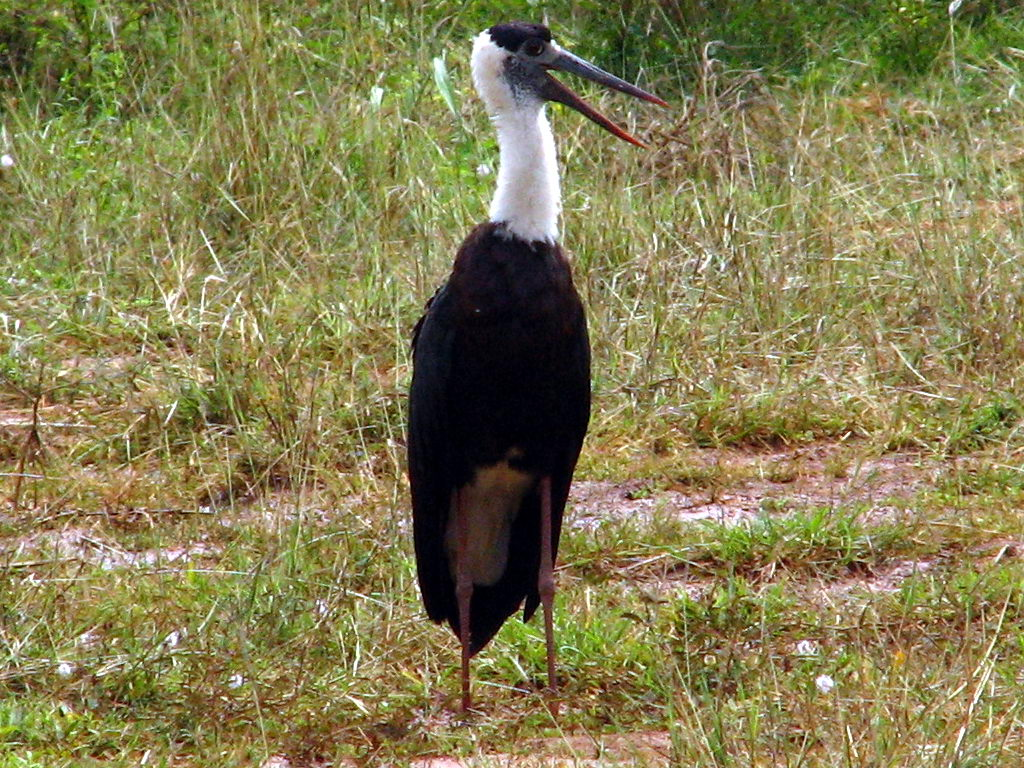
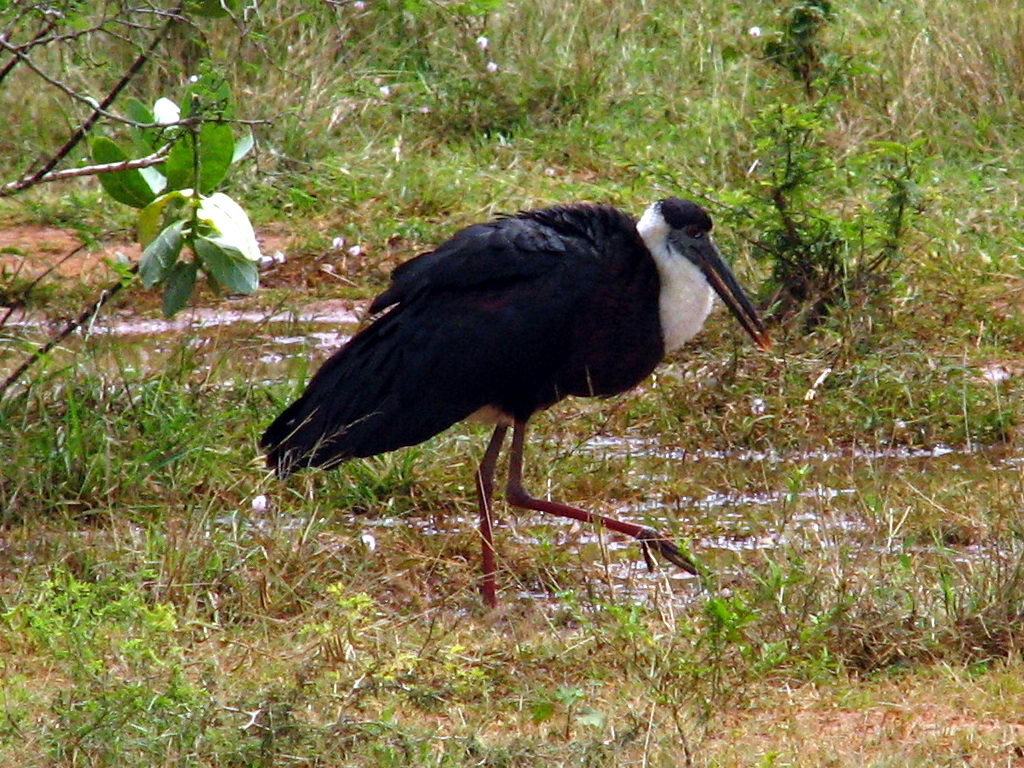
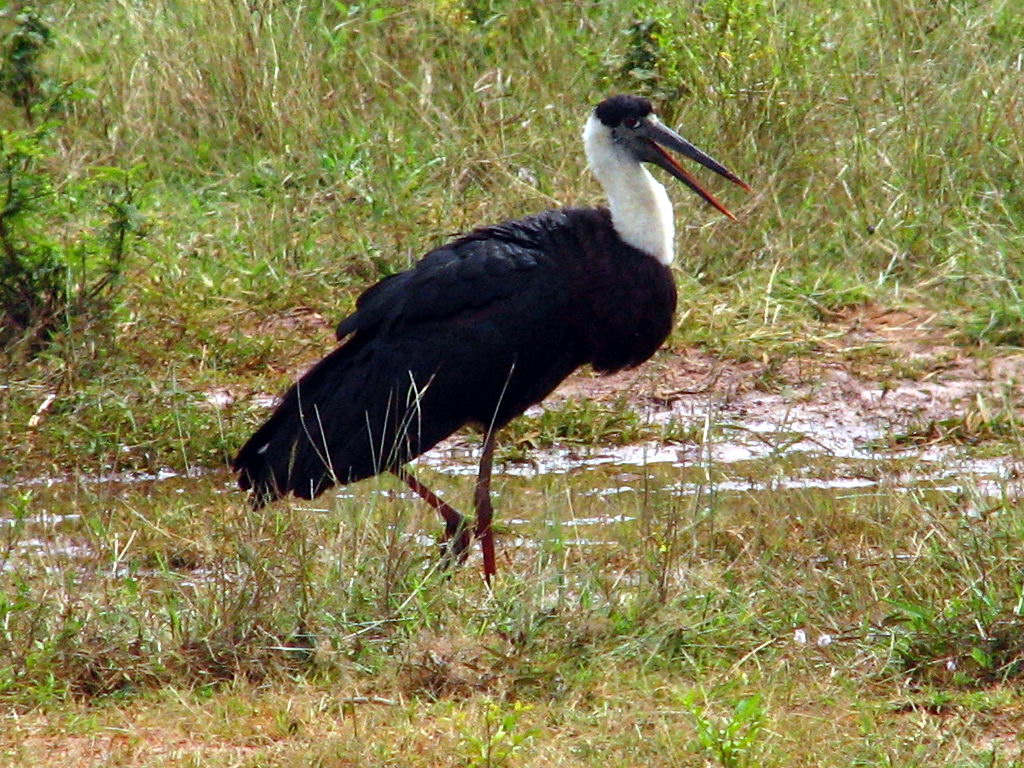
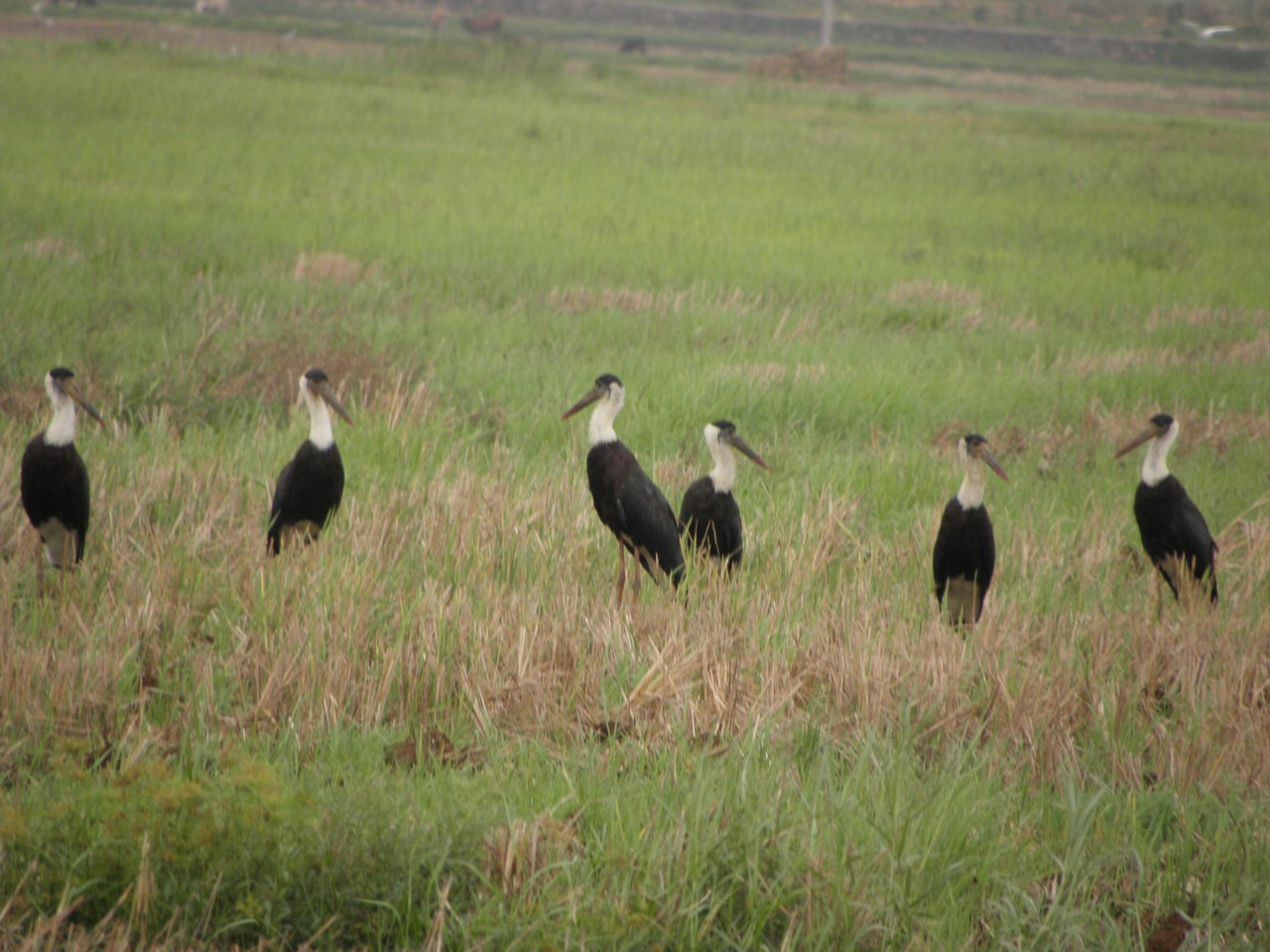
位于印度喀拉拉邦德里久爾
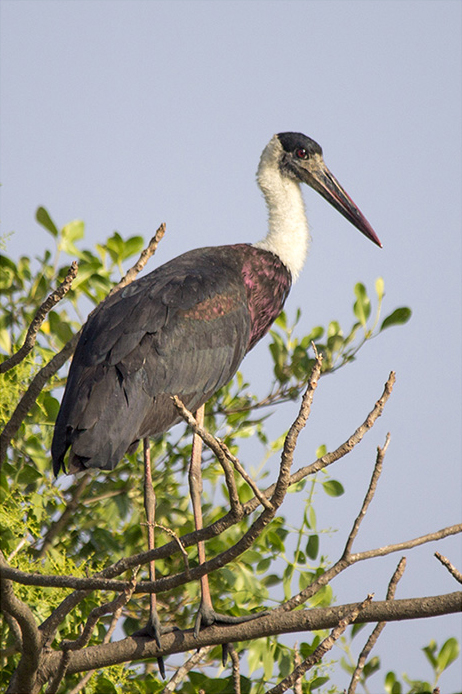
树枝上
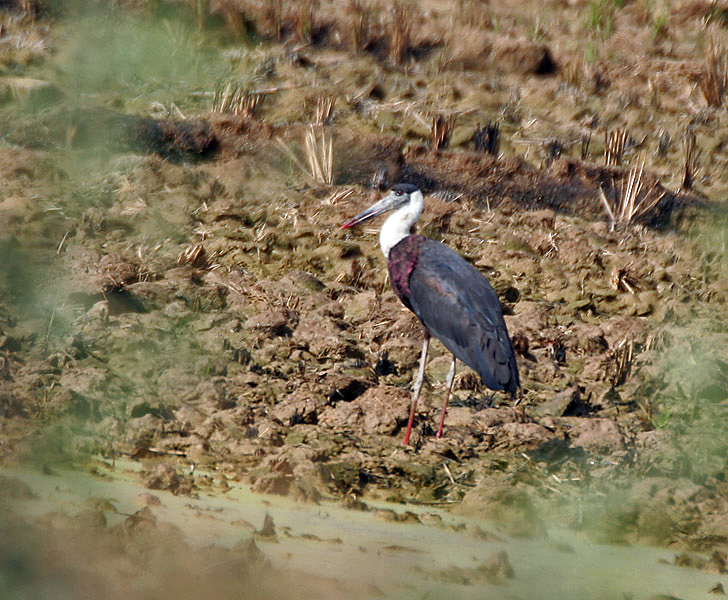
位于印度哈里亚纳邦的法里達巴德
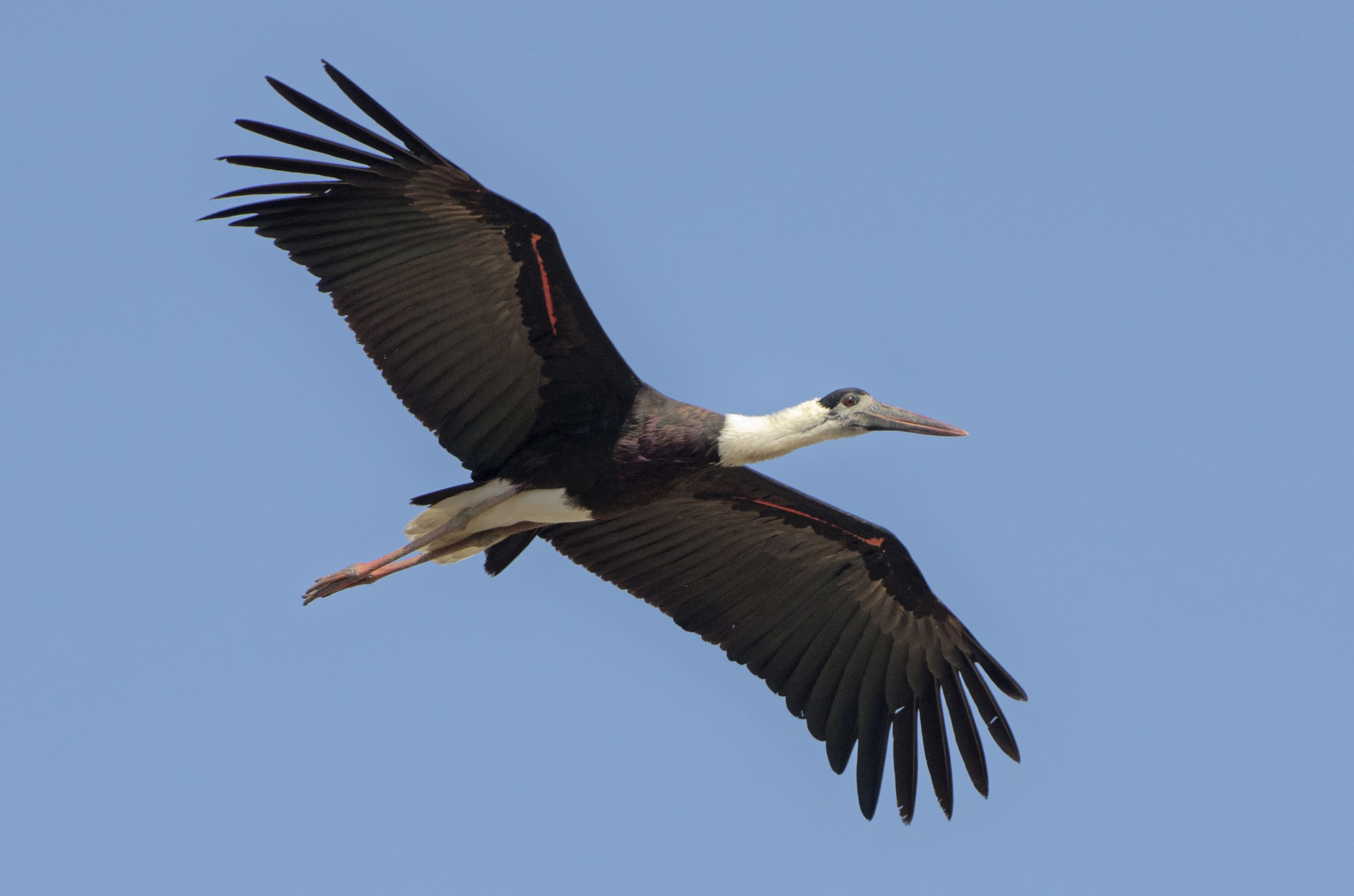
正在飞翔的白颈鹳，位于印度马哈拉施特拉邦
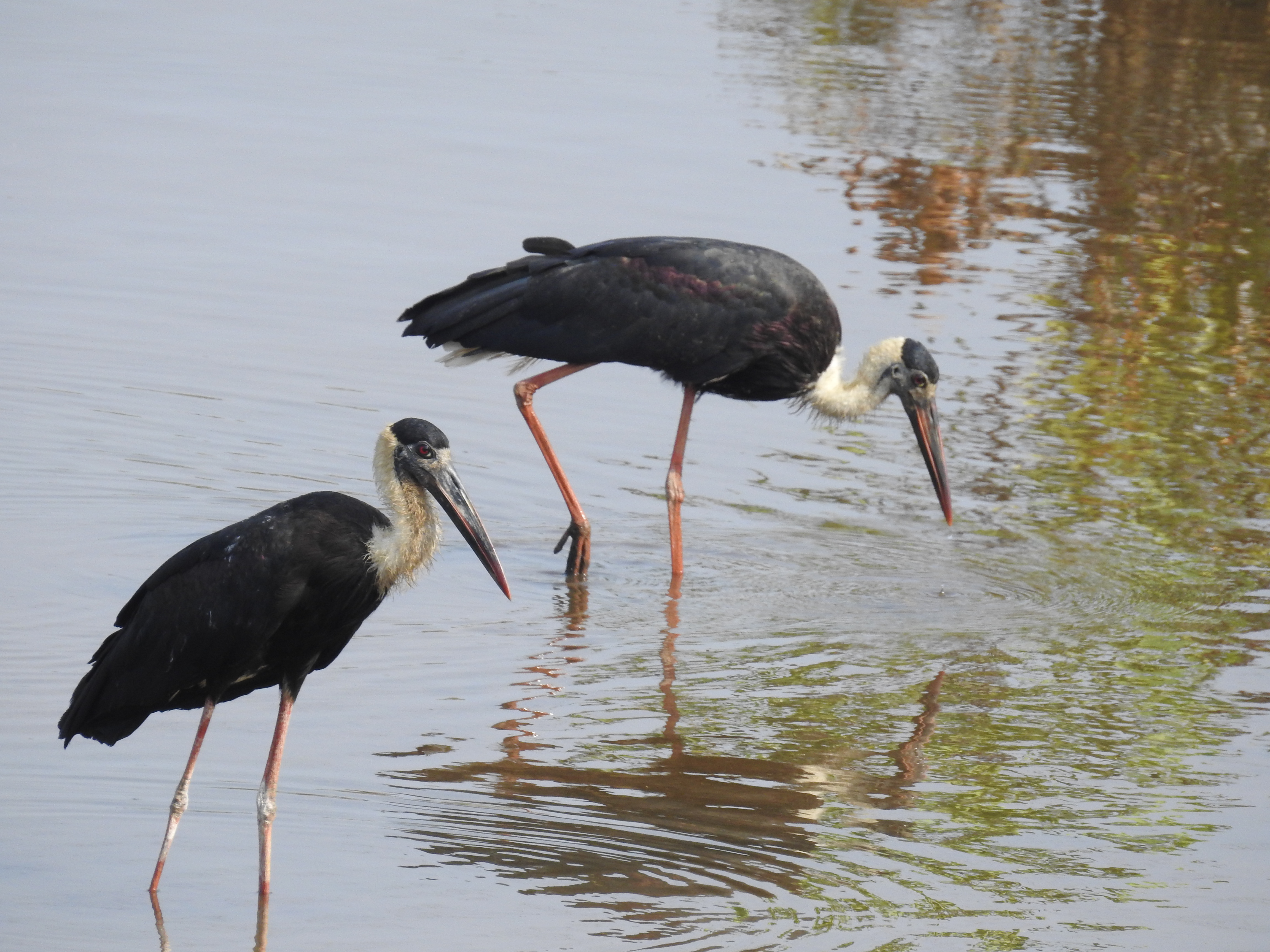
湖中的白颈鹳，位于坎努尔县
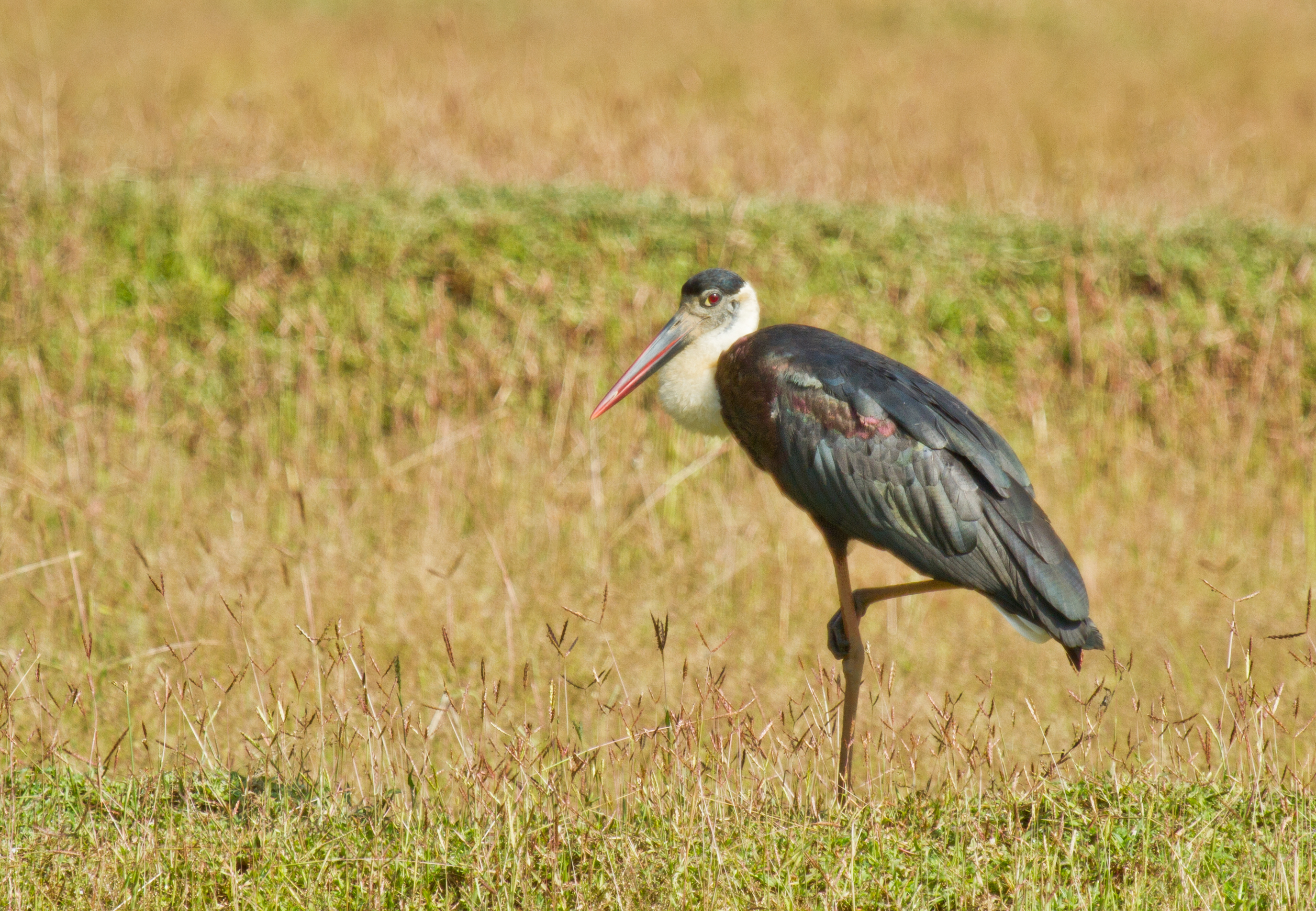
印度喀拉拉邦马拉普兰

## 扩展阅读
- Birds of The Gambia by Barlow, Wacher and Disley, ISBN 1-873403-32-1（英文）
- Birds of India by Grimmett, Inskipp and Inskipp, ISBN 0-691-04910-6（英文）